# Иванка Распоповић
Иванка Распоповић (Београд, 1930 — Београд, 2015) била је српски архитекта, представник модерне.

## Биографија
Рођена је 1930. године у Београду. Завршила је Архитектонски факултет Универзитета у Београду 1954. године. Професионални ангажман започела је у грађевинском предузећу „Рад”, а већи део радног века провела је у „Србијапројекту”.
Најважније архитектонске објекте пројектовала је у сарадњи са Иваном Антићем. Зграда Музеја савремене уметности у Београду, за коју су аутори 1965. године добили Октобарску награду, сматра се за ремек-дело архитектуре социјалистичког модернизма у Југославији. Поред зграде МСУ, са Антићем је пројектовала и Музеј „21. октобар” у Крагујевцу.
Уз то, Иванка Распоповић је аутор пројекта за зграду Фабрике каблова у Јагодини, радничке кантине у Обреновцу, ТБЦ стационара у Призрену, хладњаче за воће у околини Тетова и Робне куће у Бечеју. Са Слободаном Михајловићем је радила на пројекту индустријске зоне у Прибоју, на решењу за другу фазу Аеродрома Београд, два предајника на Златибору, зграду Електродистрибуције и стамбену зграду на Тргу партизана у Ужицу.
Након смрти Ивана Антића, наставила је да се бори за очување интегритета Музеја савремене уметности, као споменика културе од националног значаја.
Преминула је 8. јуна 2015. године у Београду.

## Професионална биографија
- Грађевинско предузеће „Рад” (1945−55)
- Србијапројект (1955−60)
- Предузеће „Златибор” (1961−64)
- Србијапројект (1965−80)[2]

## Галерија
- Музеј савремене уметности на Новом Београду
- Музеј „21. октобар” у Крагујевцу